# 馬圭鎮區
馬圭鎮為緬甸馬圭省馬圭縣的鎮區。2014年人口289,247人，區域面積1,764.2平方公里。該鎮下分125個村莊。馬圭為該鎮之首府。

## 毗鄰
與馬圭鎮相鄰的地區有：
- 仁安羌鎮：位在馬圭鎮北邊
- 納茂鎮：位在馬圭鎮東北邊
- 謬迪鎮：位在馬圭鎮東邊
- 東敦枝鎮：位在馬圭鎮東南邊
- 敏拉鎮和敏巫鎮：位在馬圭鎮西邊
- 崩漂鎮：位在馬圭鎮西北邊

## 外部連結
- "Magwe Google Satellite Map" （页面存档备份，存于） Maplandia